# Stillleben mit Äpfeln (Jawlensky)

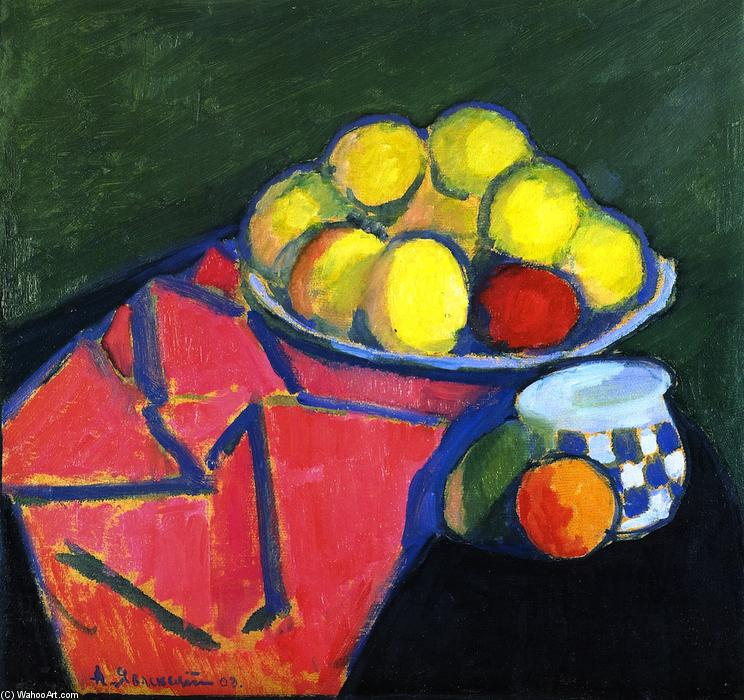
Alexej von Jawlensky: Stillleben mit Äpfeln (1908)

Stillleben mit Äpfeln ist der Titel eines Gemäldes des deutsch-russischen Malers Alexej von Jawlensky, das er 1908 malte. 1953 wurde es vom damaligen Museumsdirektor Clemens Weiler für das Museum Wiesbaden erworben. Es trägt die Inventar-Nummer M 678. 

## Technik und Bildträger
Bei dem „Stillleben mit Äpfeln“ handelt es sich um ein Ölgemälde auf Karton auf Holz aufgezogen im nahezu quadratischen Format, 49 × 51,5 cm. Es ist im Bild unten links kyrillisch signiert „A. Jawlensky“ und datiert „08“. Rückseitig verschiedene Aufkleber, der älteste handschriftlich bezeichnet: Salon 1908-9. Das Bild ist verzeichnet im „Katalog der Gemälde“ von Weiler von 1959, im „Catalogue Raisonné“ von 1991 des Jawlensky-Archivs, 1997 im Jawlensky-Bestandskatalog des Museums Wiesbaden, 2014 im Ausstellungskatalog „Horizont Jawlensky“ 2014.

## Die Lehren Gauguins und der Nabis
„In der Zimmermannschen Kunsthandlung [in München] begegneten sie [nämlich Jawlensky und Jan Verkade] im Frühjahr 1908 einer kleinen Van-Gogh-Ausstellung. Dort erwarb Jawlensky durch das Entgegenkommen der Witwe Theo van Goghs eine schöne Landschaft von van Gogh, die er sehr liebte. Im Dezember 1907 war der »Erznabi« Sérusier nach München gekommen und hatte sich dort für drei Monate ein Atelier gemietet. Die Lehren Gauguins und der Nabis sind in jenen Jahren tief in das Werk Jawlenskys eingedrungen. Aber bei aller inneren Verwandtschaft, die ihn mit diesen Lehren verband, ließ er sich niemals zu einem symbolistischen Werk verführen. Immer wieder waren es die Stillleben, in denen er durch die Intensivierung der Farbe und Konzentration der Form zum Ausdruck bringen wollte, was in ihm vibrierte. […] Jawlensky entwickelte in den Murnauer Jahren einen durchaus anderen Stil. Er war in der Zeit, als die Gruppe Marianne von Werefkin, Alexej von Jawlensky|Alexej Jawlensky und Gabriele Münter, Wassily Kandinsky ihre gemeinsame Arbeit aufnahm, der Fortgeschrittenste. Er umschrieb die Flächen mit dunklen Konturen und vermochte so die gesamte Komposition in die Fläche zu bannen. Nicht nur die Landschaft reduzierte er, sondern auch die Stillleben, indem er die Form stets stärker vereinfachte und sich auf wenige stark kontrastierende Farben beschränkte. Damit machte Jawlensky, wie die französischen Fauvisten und vor allem André Derain als Folge der großen Cézanne-Ausstellung des Jahres 1907 in Paris, die Schwenkung zu der strengen Konstruktion mit, aus der in Frankreich der analytische Kubismus entstanden ist. Jawlensky baute mit der Hilfe Cézannes und setzte die Farben im Sinne Gauguins nebeneinander. Was er aber hinzufügte, ist die schwere russische Gesättigtheit der Farbe. Die Farbe wird bei ihm nie dekorativ verwendet, sondern stets gefühlsbetont, innerlich bedeutungsvoll, hintergründig gesättigt.“

## Kampf der Formen und Farben
Noch zu Lebzeiten der Münter schrieb ihr Biograph Johannes Eichner: "Zweifellos war Jawlensky, als die Gruppe in Murnau ihre Arbeit aufnahm, der Fortgeschrittenste. Er wußte schon, wie man modern malt. Er hatte das Verfahren der, Schule von Pont-Aven gelernt,– die Farbflächen in Konturen zu spannen." 
Und genau dieses tut Jawlensky in dem " ‚Stillleben mit Äpfeln‘ von 1908. Das war neu und revolutionär in der Malerei jener Jahre und stand im krassen Gegensatz zum Impressionismus eines Liebermann, Corinth oder Slevogt, der damals Triumphe feierte. Die Münter und Kandinsky bewunderten also Jawlensky. Den Impressionismus hatte der weitgereiste und welterfahrene Jawlensky schon 1903 hinter sich gelassen, und den Neoimpressionismus hatte er erst kürzlich abgestreift. Nun erprobte er im Vorfeld des Expressionismus Farbe und Form auf ihre ureigensten Qualitäten.
Die drei Grundfarben – Gelb, Rot und Blau – werden in unserem Bild gegen ihre Komplementärfarben – Violett, Grün und Orange – aufgewogen. Die einzelnen Farben spannt Jawlensky in Konturen und nimmt ihnen damit die Möglichkeit zur Flucht in die Mischung. Sie müssen im wahrsten Sinne des Wortes Farbe bekennen. Die Bezeichnung "Stillleben" ist eigentlich irreführend und verniedlicht den Bildinhalt, den Jawlensky veranschaulichen will. In Wirklichkeit inszeniert Jawlensky einen dramatischen Kampf der Formen und Farben um die Herrschaft im Bild, der die Darstellung so spannend wie ein mittelalterliches Schlachtenbild macht. Gegen alle Farblogik setzt Jawlensky das Grün, das eigentlich auf Grund seines passiven Charakters wie eine Ablagerung am unteren Bildrand liegen müsste, übergewichtig und massenhaft in der oberen Bildzone ein. Das Grün ist als einzige Farbe im Bild nicht durch eine Kontur präzisiert oder durch eine Binnenform definiert. Somit stellt es sich als unglaublich träges Element dar. Dieses bremst und umklammert zangenartig die vitale Komposition, die sich diagonal von links unten nach rechts oben entwickelt. Dem Grün stellt Jawlensky ein giftiges Rotviolett gegenüber, das er durch Zickzack-formen, wie vom Blitz getroffen, erschüttert. Durch Konturen und angrenzende dunkle Farbflächen ist die Aktivität des Rotvioletts nach schräg oben gerichtet. Sie treibt und presst die Obstschale in das zähe, grüne Farbfeld hinein. Auf ihr liegen die Äpfel, deren vor Energie strotzendes Gelb jeden Moment die Konturen wie Ketten sprengen könnte, um das Grün und das Gesamtbild zu überfluten und überstrahlen. Das Rot spielt in der Gesamtkomposition eine untergeordnete Rolle, ebenso das Blau und seine Komplementärfarbe Orange. Diese Farben veranschaulichen in unserem Bild Ausgeglichenheit, Harmonie und Zusammengehörigkeit. Ein helles und ein dunkles Blau ergänzen sich in quadratischer Ordnung zum Muster des Kruges. Beide Blautöne finden ihren Gegenklang in den zwei Orangetönen des fast kreisrunden Apfels, der den Krug überschneidet.
Eigentlich ist unser Stillleben ein abstraktes Bild, in dem Jawlensky 1908 die Natur als Vorwand benutzte, um das Kräftespiel von Formen und Farben darzustellen. Jawlensky behauptete mehrfach, Kunst sei weder erlernbar noch lehrbar und lehnte z. B. eine Professur am Bauhaus ab. Kandinsky war da ganz anderer Meinung. Mit seinem Buch „Über das Geistige in der Kunst“ hat er das bereits 1912 dargestellt. In ihm verarbeitete er ganz sicher auch Beobachtungen, die er an Jawlenskys Bildern gemacht hat. Unser Stillleben und sein Bekenntnis von 1938 an Jawlensky: „Sie lehrten mich, machen das überdeutlich.“